# Бруней на літніх Олімпійських іграх 2012
Бруней на літніх Олімпійських іграх 2012 року, які проходили в Лондоні, представляли три спортсмени у двох видах спорту. Був єдиною країною, членом Міжнародного олімпійського комітету, який не брав участі в літніх Олімпійських іграх 2008 року і повернувся у 2012 році. На церемонії відкриття Олімпійських ігор прапор Брунею несла Мазіа Махусін, а на церемонії закриття — плавець Андерсон Лім.
Бруней не зумів завоювати свою першу олімпійську медаль. Двоє спортсменів із трьох, які брали участь лише у відбірному раунді, зуміли встановити нові рекорди Брунею.

## Результати

### Легка атлетика
| Змагання   | Спортсмени                | Відбірковий раунд | Відбірковий раунд | Відбірковий раунд | Півфінал        | Півфінал        | Півфінал        | Фінал           | Фінал           |
| Змагання   | Спортсмени                | Забіг             | Результат         | Місце             | Забіг           | Результат       | Місце           | Результат       | Місце           |
| ---------- | ------------------------- | ----------------- | ----------------- | ----------------- | --------------- | --------------- | --------------- | --------------- | --------------- |
| 400 метрів | Ак Хафій Таджуддін Росіті | 3                 | 48,67             | 8                 | Завершив виступ | Завершив виступ | Завершив виступ | Завершив виступ | Завершив виступ |

| Змагання   | Спортсмени    | Відбірковий раунд | Відбірковий раунд | Відбірковий раунд | Півфінал         | Півфінал         | Півфінал         | Фінал            | Фінал            |
| Змагання   | Спортсмени    | Забіг             | Результат         | Місце             | Забіг            | Результат        | Місце            | Результат        | Місце            |
| ---------- | ------------- | ----------------- | ----------------- | ----------------- | ---------------- | ---------------- | ---------------- | ---------------- | ---------------- |
| 400 метрів | Мізіа Махусін | 6                 | 59,28 (NR')       | 6                 | Завершила виступ | Завершила виступ | Завершила виступ | Завершила виступ | Завершила виступ |

### Плавання
Андерсон Лім — єдиний спортсмен, якому не вдалося випливти з двох хвилин на двохсотметрівці вільним стилем. Він програв 3,35 секунди представнику Маврикія Жилю Марке, що став тридцять дев'ятим у загальному заліку.
| Змагання                  | Спортсмени   | Відбірковий раунд | Відбірковий раунд | Півфінал        | Півфінал        | Фінал           | Фінал           |                 |
| Змагання                  | Спортсмени   | Результат         | Місце             | Результат       | Місце           | Результат       | Місце           |                 |
| ------------------------- | ------------ | ----------------- | ----------------- | --------------- | --------------- | --------------- | --------------- | --------------- |
| 200 метрів вільним стилем | Андерсон Лім | 2:02,26 (NR')     | 40                | Завершив виступ | Завершив виступ | Завершив виступ | Завершив виступ | Завершив виступ |